# L'Homme multiplié
L'Homme multiplié (titre original : The Man with a Thousand Names) est un roman de science-fiction, écrit en 1974 par A. E. van Vogt (Canada).

## Résumé
En mission sur une lointaine planète malgré lui, le fils gâté d'un milliardaire essaie de tirer avantage de toutes les situations qui lui sont offertes. Il prendra contact avec une forme de vie aux idéaux élevés, ce qui l'amènera à combattre des extra-terrestres agressifs et sanguinaires.